# Korbach

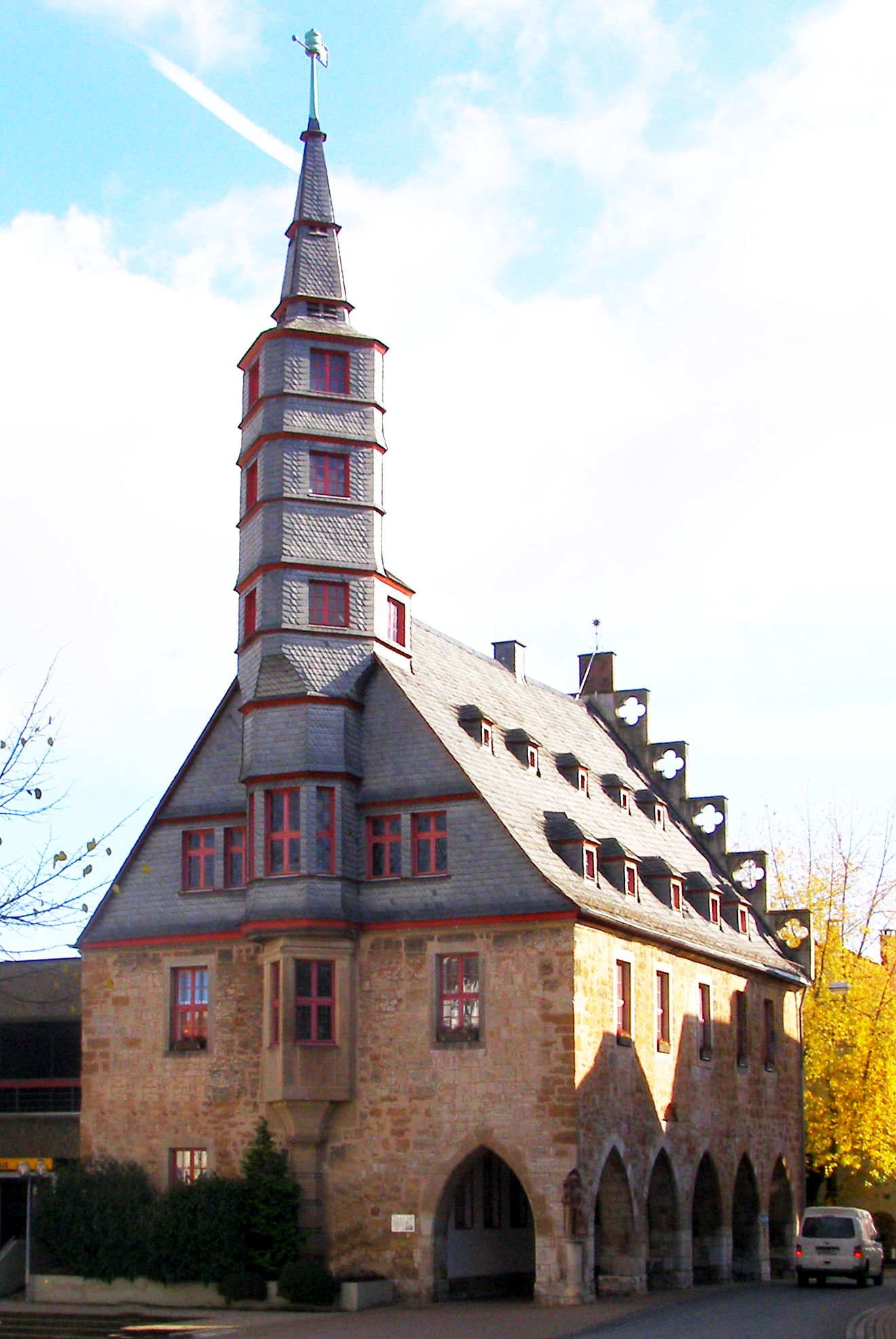
Raadhuis

De Duitse stad Korbach is een plaats in de Duitse deelstaat Hessen. Formeel heet de stad sinds 18 juni 2013 Hansestadt Korbach. Het is de Kreisstadt van de Landkreis Waldeck-Frankenberg. De stad telt 23.438 inwoners.

## Geografie

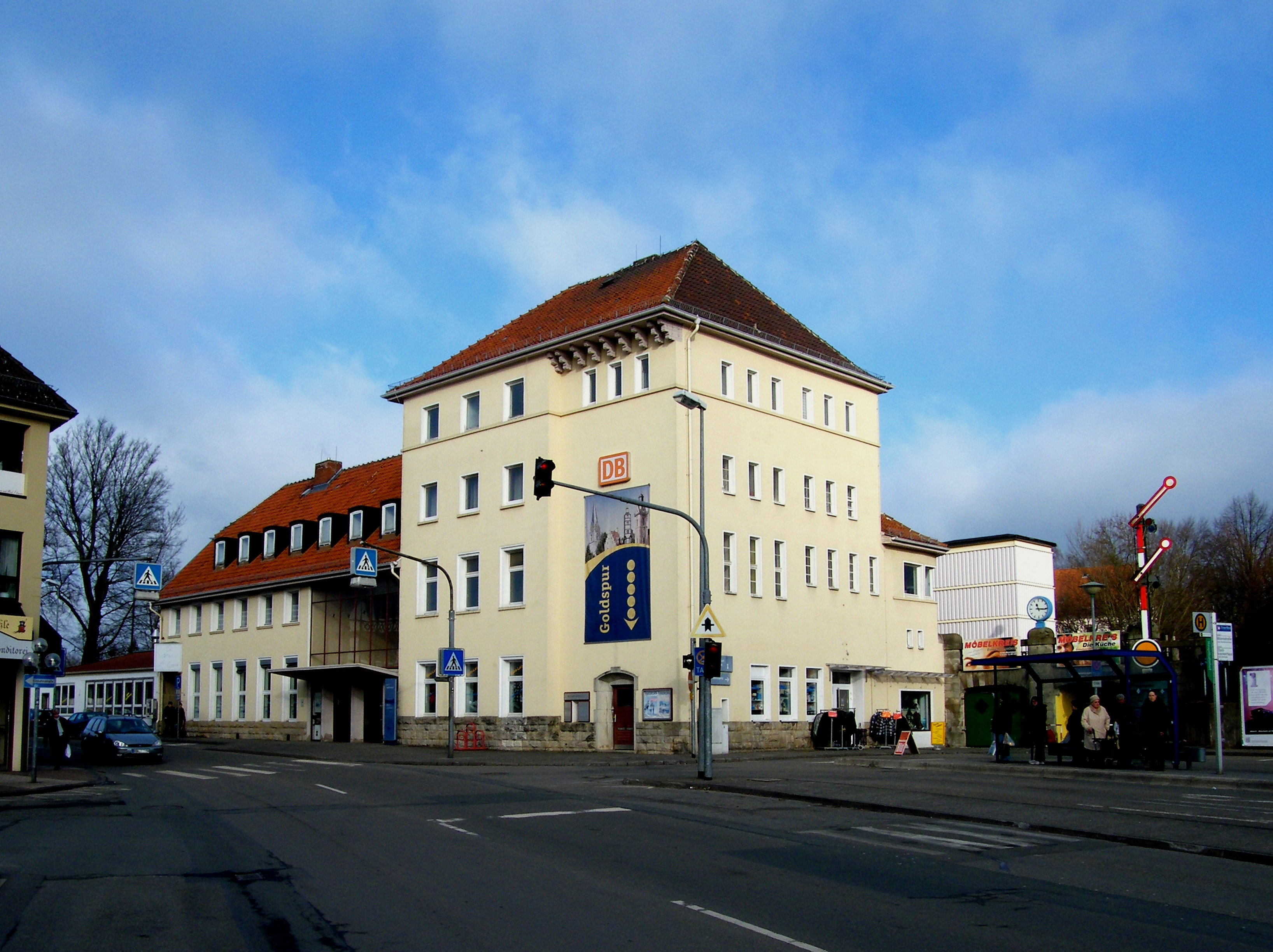
Centraal station

Korbach heeft een oppervlakte van 123,98 km² en ligt in het centrum van Duitsland, iets ten westen van het geografisch middelpunt.
Het heeft een station aan de spoorlijn Warburg - Sarnau.

## Economie
In de stad is sedert 2021 de landbouwmachinefabriek Weidemann (ca. 600 werknemers) gevestigd. Voorheen zetelde deze in de gemeente Diemelsee.

## Cultuur & Bezienswaardigheden

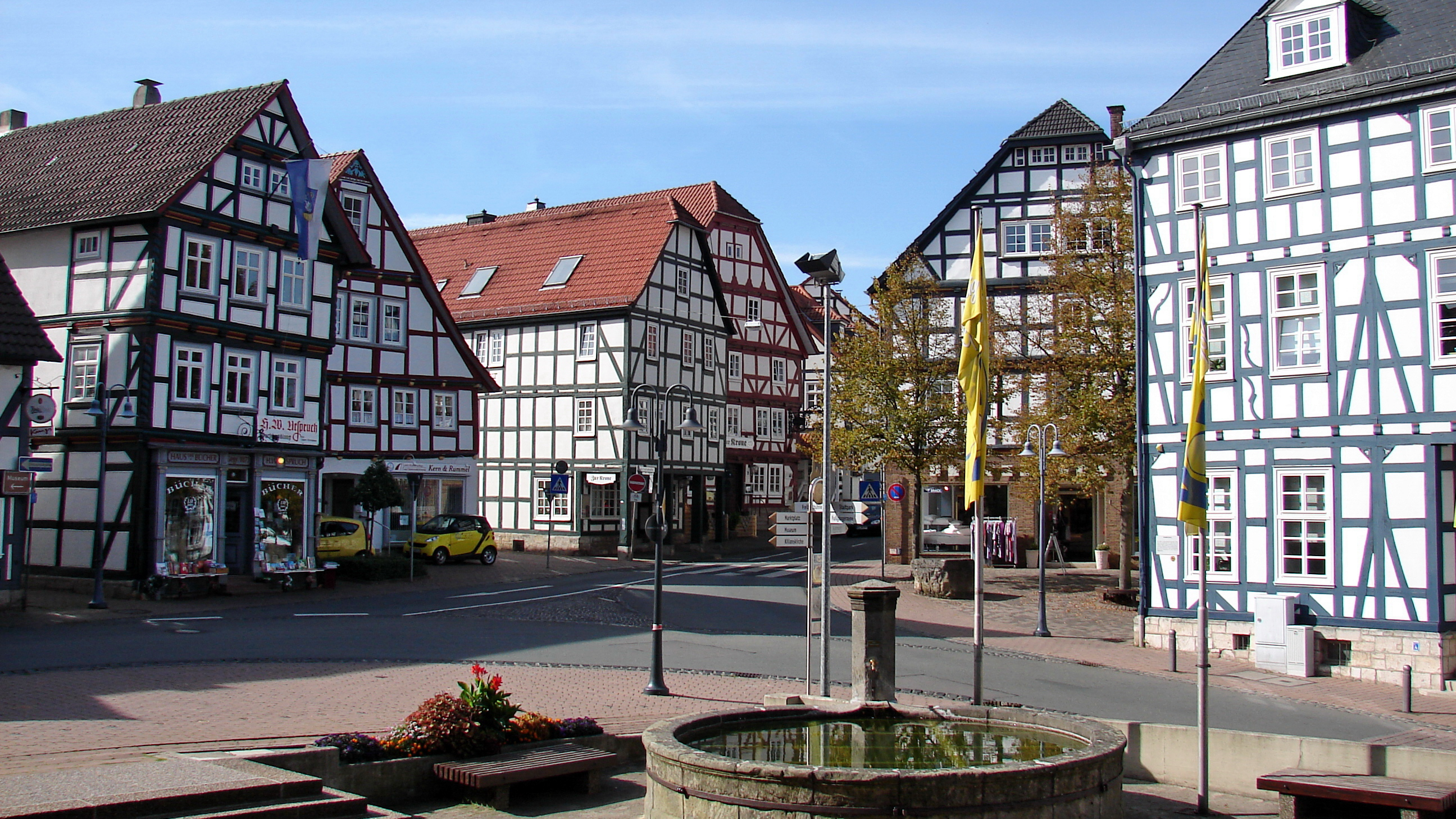
Vakwerkhuizen aan de Rathausvorplatz
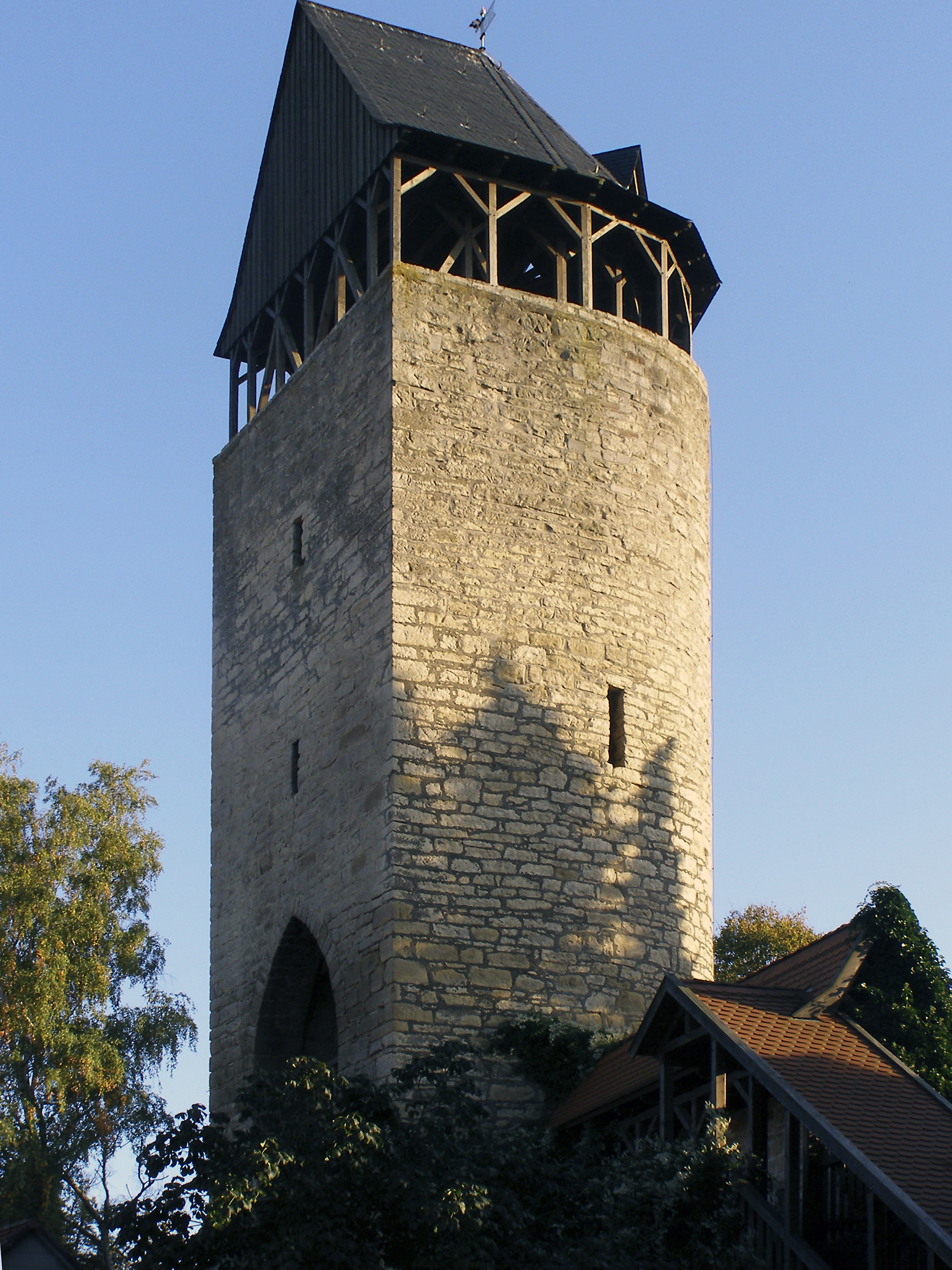
De Tylen-toren ( ca. 1400)
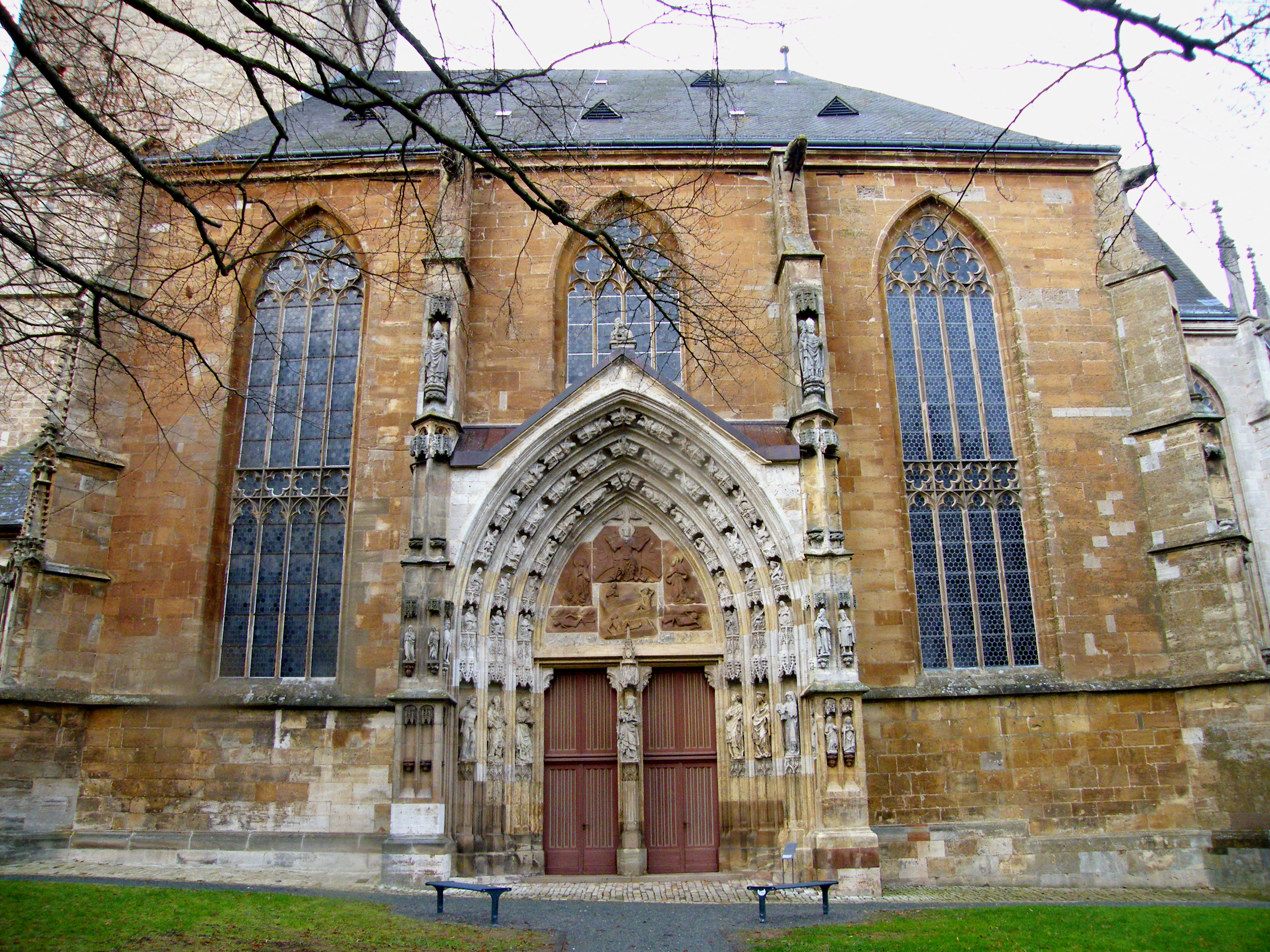
Zuidportaal St. Kiliaanskerk

- Burcht Eisenberg
- Talrijke oude huizen, verdedigingswerken en kerken ( o.a. de in 1450 gebouwde St. Kiliaanskerk) in de oude binnenstad. Zie voor meer informatie het artikel over Korbach op de Duitse Wikipedia.

## Geboren in Korbach
- Jannik Bandowski (30 januari 1994), Duits voetballer
- Rainer Schüttler (25 april 1976), Duits tennisser
- Matthias Reim (26 November 1957), Duits zanger

Andere hanzen: Vlaamse Hanze van Londen · Hanze der XVII steden
Allendorf (Eder) ·
Bad Arolsen ·
Bad Wildungen ·
Battenberg (Eder) ·
Bromskirchen ·
Burgwald ·
Diemelsee ·
Diemelstadt ·
Edertal ·
Frankenau ·
Frankenberg (Eder) ·
Gemünden (Wohra) ·
Haina (Kloster) ·
Hatzfeld (Eder) ·
Korbach ·
Lichtenfels ·
Rosenthal ·
Twistetal ·
Vöhl ·
Volkmarsen ·
Waldeck ·
Willingen (Upland)